# Полювання за мечами
Полювання за мечами (яп. 刀狩り, かたな‐がり, катана-ґарі) — один із політичних заходів уряду Тойотомі Хідейосі, скерований на побудову станового суспільства та підвищення рівня безпеки в країні.

## Короткі відомості
Полягав у силовому вилученні холодної і вогнепальної зброї в осіб, які не належали до класу військових. Перший законодавчий Хідейосі, який закликав адміністрацію на місцях конфіскувати зброю у монахів, міщан, селян, був виданий 1588 року. Подальші постанови видавалися представниками цих адміністрацій.
Заборона на носіння будь-якої зброї простолюдинами в Японії діяла до середини 19 століття. Після реставрації Мейдзі 1868 року вона була поширена на всі верстви населення і є чинною по сьогоднішній день.